# Daniel Bigham
Daniel John Bigham (Newcastle-under-Lyme, 2 ottobre 1991) è un ingegnere, ex pistard e ciclista su strada britannico, vincitore, nella specialità dell'inseguimento a squadre, del titolo mondiale 2022 e di prove di Coppa del mondo e Coppa delle Nazioni. Dal 19 agosto all'8 ottobre 2022 ha inoltre detenuto il record dell'ora con 55,548 km percorsi nel velodromo di Grenchen, in Svizzera.

## Carriera
Il 1º ottobre 2021 al Vélodrome Suisse di Grenchen stabilisce il record britannico dell'ora, con la distanza di 54,723 km, superando il precedente record di Bradley Wiggins (già record dell'ora dal 2015 al 2019). Il 4 marzo 2022 stabilisce quindi il primato britannico sulla distanza dei 4000 m; nell'occasione conclude con il tempo di 4'05"274 e migliora di oltre 4 secondi il precedente record di John Archibald.
Da inizio 2022, in parallelo con l'attività agonistica su pista, è anche parte dello staff tecnico del team Ineos Grenadiers, ricoprendo il ruolo di performance engineer con l'obiettivo di ottimizzare le prestazioni aerodinamiche degli atleti, contribuendo all'infrazione del suo stesso record dell'ora da parte del compagno di squadra Filippo Ganna nell'ottobre successivo.
Dopo il suo ritiro agonistico nel 2024 assume il ruolo di Head of Engineering per la squadra Red Bull-Bora-Hansgrohe.

## Palmarès

### Pista
- 2017

Campionati britannici, Chilometro a cronometro
Campionati britannici, Inseguimento individuale
Campionati britannici, Inseguimento a squadre (con Charlie Tanfield, Jacob Tipper e Jonathan Wale)
Troféu Litério Marques, Chilometro a cronometro (Anadia)
Track Cycling Challenge, Inseguimento a squadre (Grenchen, con Charlie Tanfield, Harry Tanfield  e Jonathan Wale)
- 2018

5ª prova Coppa del mondo 2017-2018, Inseguimento a squadre (Minsk, con Charlie Tanfield, Harry Tanfield e Jonathan Wale)
4ª prova Coppa del mondo 2018-2019, Inseguimento a squadre (Londra, con John Archibald,  Ashton Lambie e Jonathan Wale)
Track Cycling Challenge, Inseguimento a squadre (Grenchen, con John Archibald, Harry Tanfield e Jonathan Wale)
- 2019

Campionati britannici, Inseguimento a squadre (con John Archibald, Charlie Tanfield e Jonathan Wale)
- 2020

Campionati britannici, Inseguimento a squadre (con John Archibald, William Perrett e Kyle Gordon)
- 2022

Campionati britannici, Inseguimento individuale
Campionati del mondo, Inseguimento a squadre (con Ethan Hayter, Ethan Vernon e Oliver Wood)
- 2023

3ª prova Coppa delle Nazioni, Inseguimento a squadre (Milton, con Josh Charlton, Michael Gill e Oliver Wood)
- 2024

Campionati europei, Inseguimento a squadre (con Ethan Hayter, Charlie Tanfield, Ethan Vernon e Oliver Wood)
Campionati europei, Inseguimento individuale
Coppa delle Nazioni, Inseguimento a squadre (Milton, con Ethan Vernon, Charlie Tanfield, Ethan Hayter e Oliver Wood)

## Piazzamenti

### Competizioni mondiali
- Campionati del mondo su pista

Apeldoorn 2018 - Inseguimento individuale: 9º
St. Quentin-en-Yv. 2022 - Inseguimento a squadre: vincitore
St. Quentin-en-Yv. 2022 - Inseguimento individuale: 4º
Glasgow 2023 - Inseguimento individuale: 2º
Ballerup 2024 - Inseguimento individuale: 3º
- Campionati del mondo su strada

Yorkshire 2019 - Staffetta mista: 3º
Fiandre 2021 - Cronometro Elite: 16º
Fiandre 2021 - Staffetta mista: 5º
Glasgow 2023 - Staffetta mista: 4º
- Giochi olimpici

Parigi 2024 - Inseguimento a squadre: 2º

### Competizioni continentali
- Campionati europei su pista

Grenchen 2023 - Inseguimento a squadre: 2º
Grenchen 2023 - Inseguimento individuale: 2º
Apeldoorn 2024 - Inseguimento a squadre: vincitore
Apeldoorn 2024 - Inseguimento individuale: vincitore